# 北近畿タンゴ鉄道KTR700形気動車
北近畿タンゴ鉄道KTR700形気動車（きたきんきタンゴてつどうKTR700がたきどうしゃ）は、北近畿タンゴ鉄道が導入した気動車である。上下分離に伴い2015年（平成27年）4月1日からはWILLER TRAINS（京都丹後鉄道）が運用している。
本項では、一部の仕様が異なるKTR800形気動車についても記述する。

## 概要
北近畿タンゴ鉄道が、特定地方交通線であった西日本旅客鉄道（JR西日本）宮津線（現・WILLER TRAINS宮舞線・宮豊線）の転換を受けるにあたり、1989年（平成元年）12月と1990年（平成2年）3月、富士重工業で製造した軽快気動車である。

## 構造

### 車体
富士重工業が地方交通線向けに開発した軽快気動車・LE-DCの流れを汲む車両であり、全長20.5m（車体長20 m）全幅3.19mの普通鋼である。
製造数は、KTR700形が9両 (701 - 709) 、KTR800形が3両 (801 - 803) である。
車体は、トイレの有無以外基本的に同一で、最大長20,500 mm・最大高4,053 mm・最大幅3,190 mm・自重33.9 tである。
両端に車内から見て左側に運転台と左右の前面窓の間に貫通扉を設け、前面形状は先行のMF100形・MF200形とほぼ同一の意匠であるが、本形式では前面窓が車体側面に回り込んだカーブガラスとなっており、AW-5型空気笛が2個搭載、前部標識灯はシールドビームを6個、後部標識灯は4個設置された。
ボディーカラーは、水色（タンゴブルー）に千歳緑と鳶赤の帯が窓下に巻かれており、客用扉と前面貫通扉は無塗装のステンレス板を使用している。

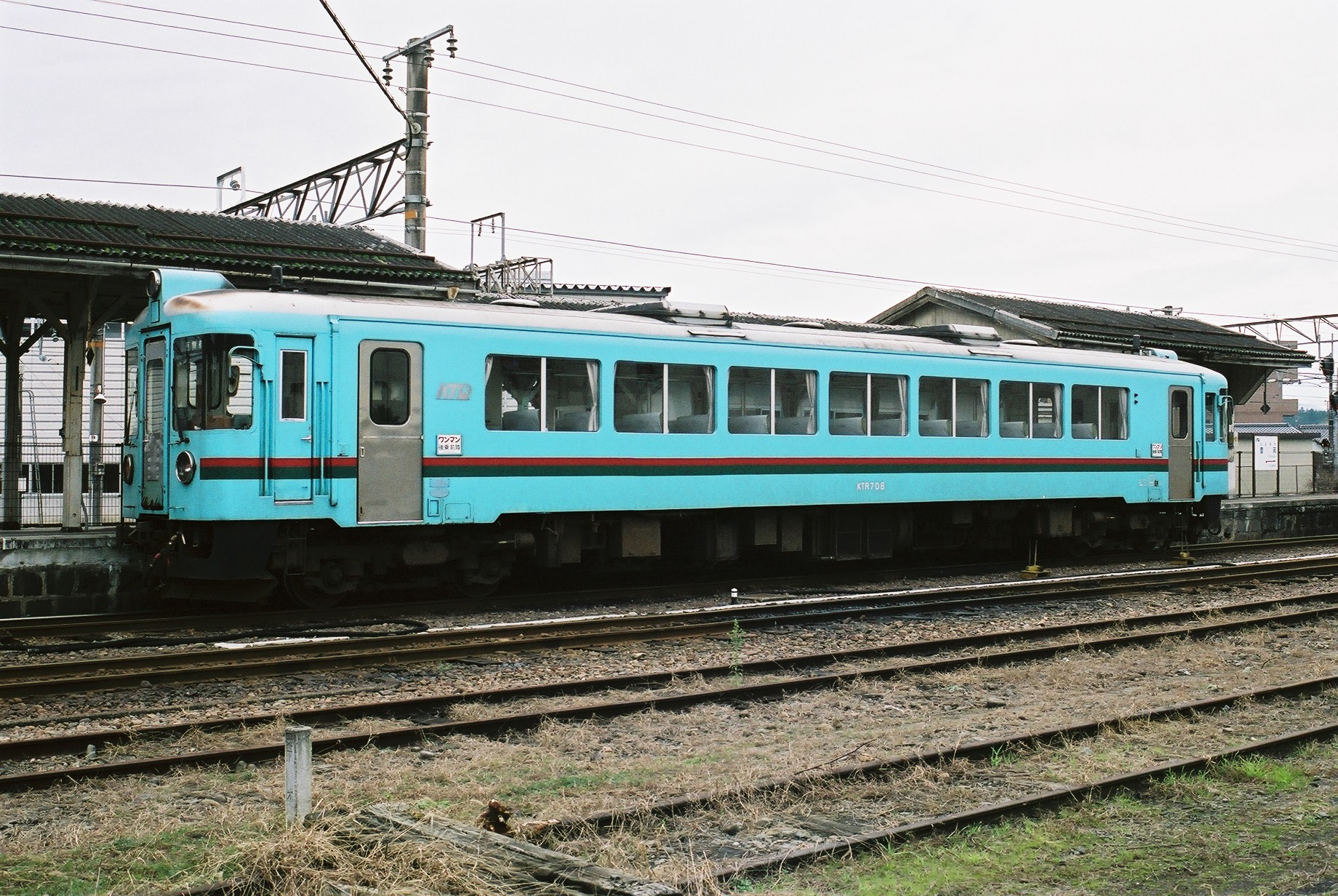
KTR700形気動車 更新前（豊岡）
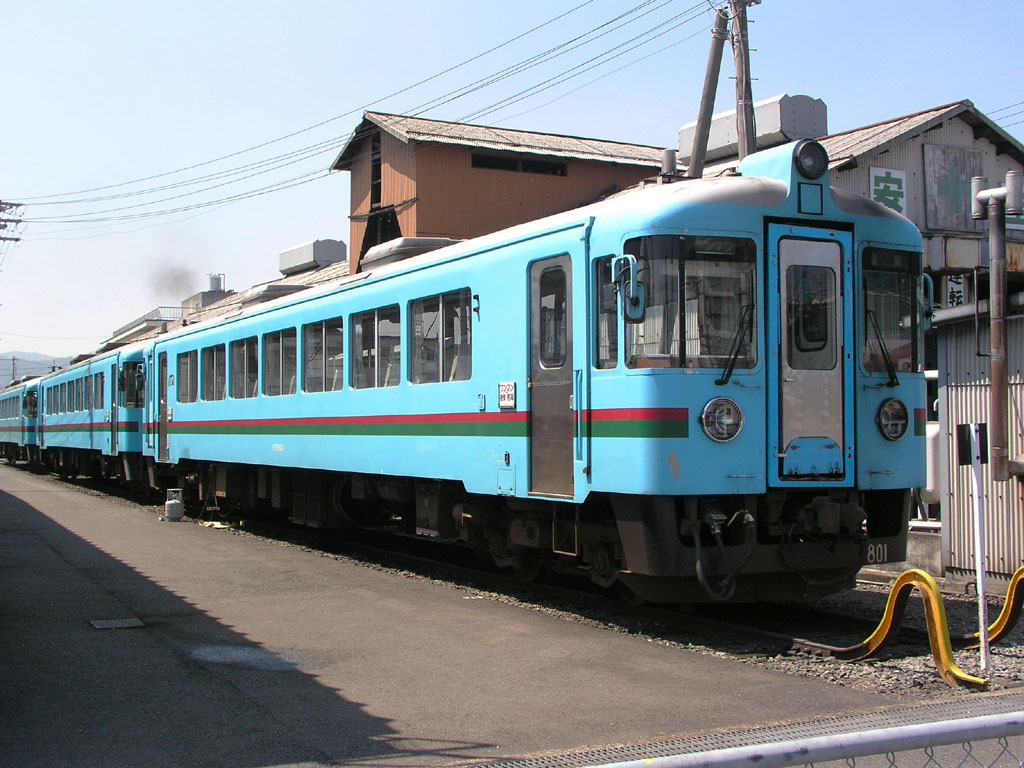
KTR800形気動車 更新前（西舞鶴）

### 車内
側出入口または側引戸は車体両端2箇所に片開きドアを設け、旅客乗降口の幅は850mmであり、全車が新製時からワンマン運転対応設備を装備しているため、運転室は左側半室構造で乗客の監視を容易にし、客室には運転室横に整理券発行機やワンマン運転用の機器や38区間デジタル式運賃表示器を、運賃箱は客室側に回転させれるように配置した。
車内は、床はキーストンブレイド張りで防音塗床構造であり、客室天井灯は車内天井中央1列にグローブ付き蛍光灯、出入台灯は白熱灯である。
座席は、2人掛け転換クロスシートが並び、足元に足掛けを設置し、肘掛に引き出し式のテーブルや灰皿が備わっており、定員はKTR700形が115人（うち座席52人）、KTR800形が114人（うち座席56人）である。
側窓は、上段は固定、下段はバランサー付きの上昇下降できる構造である。
また、トイレはFRPユニット式で汚物処理装置も含めKTR700形に設置され、KTR800形には設置されていない。

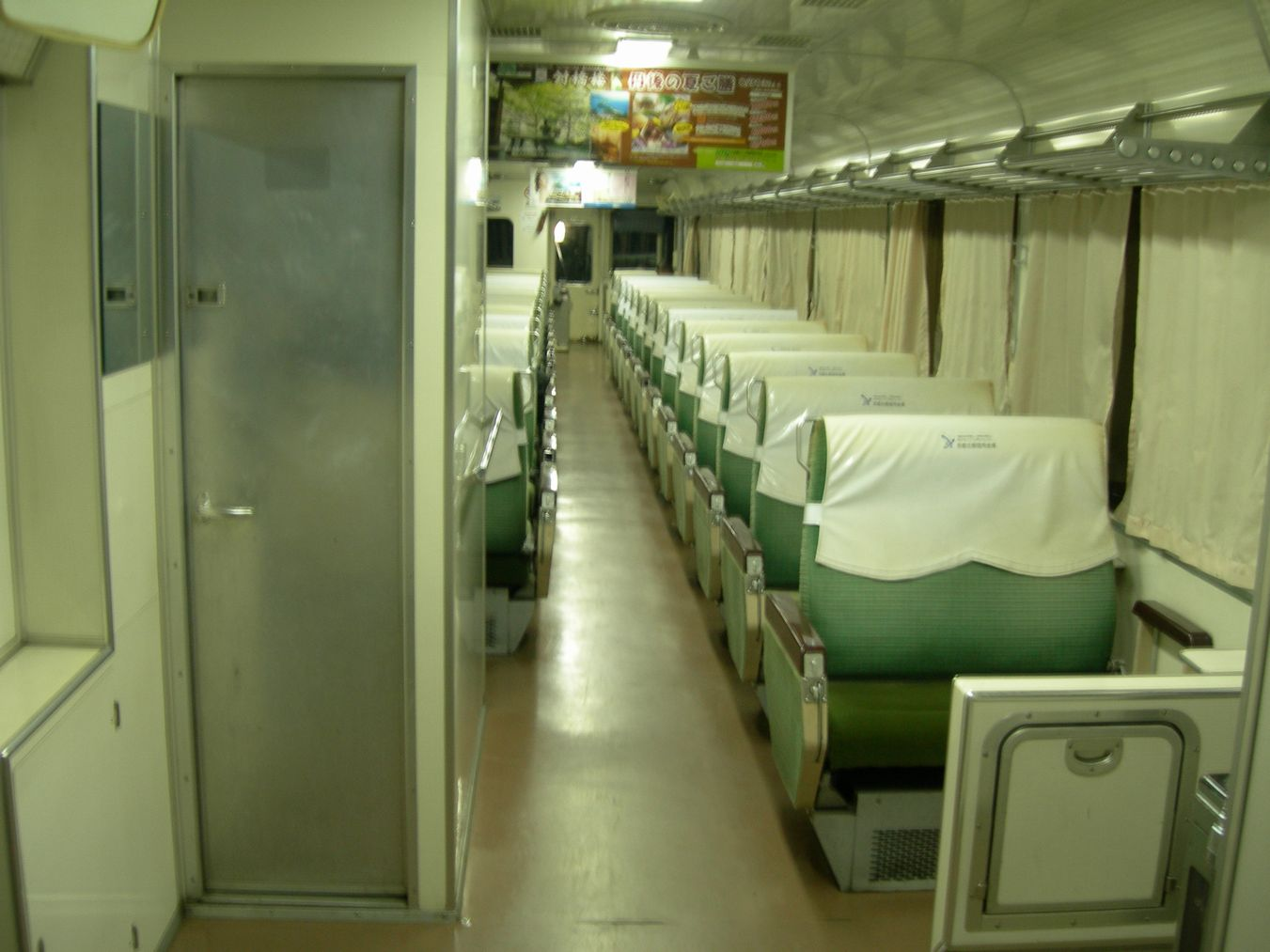
KTR700形気動車の車内
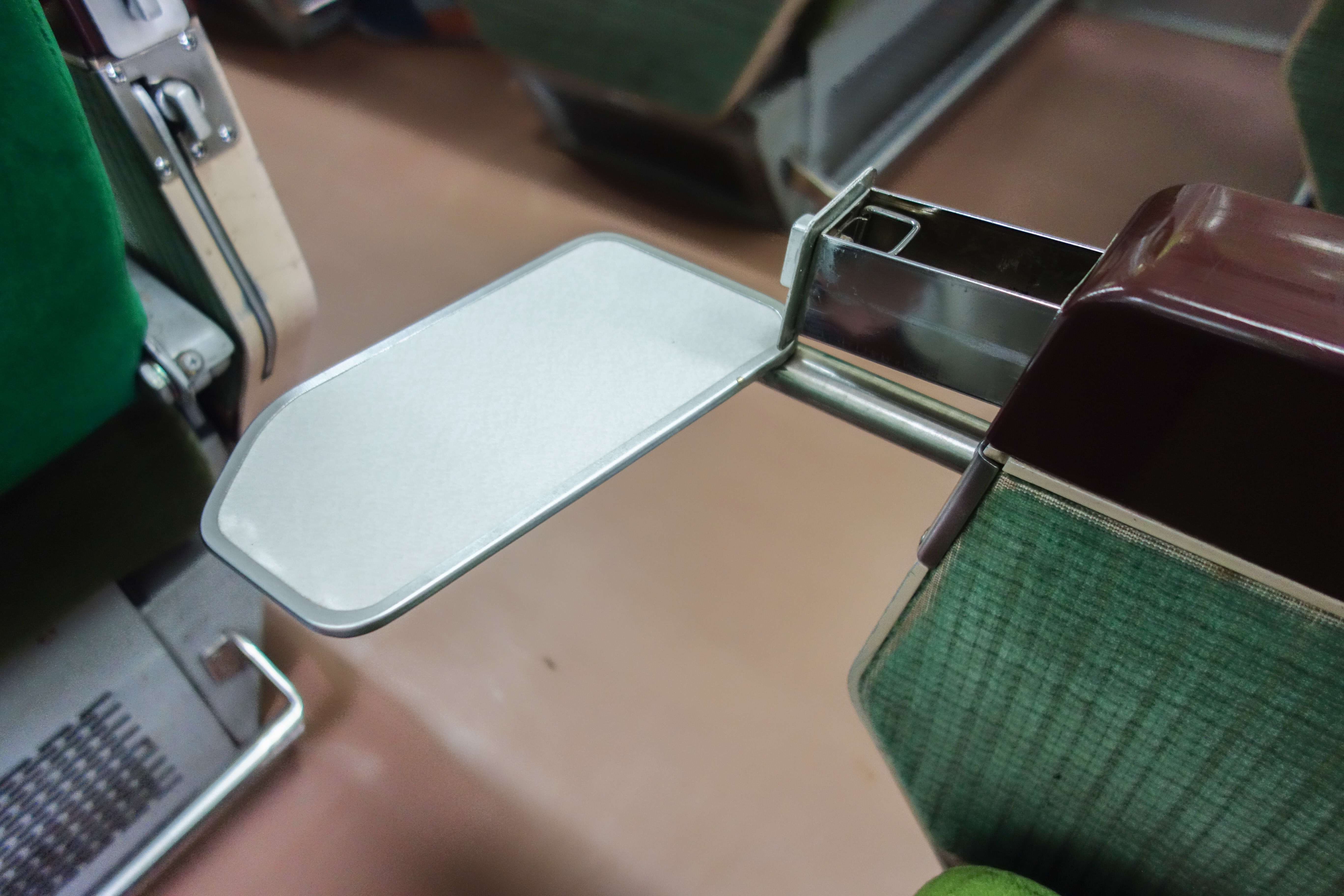
座席のテーブルと灰皿（禁煙）
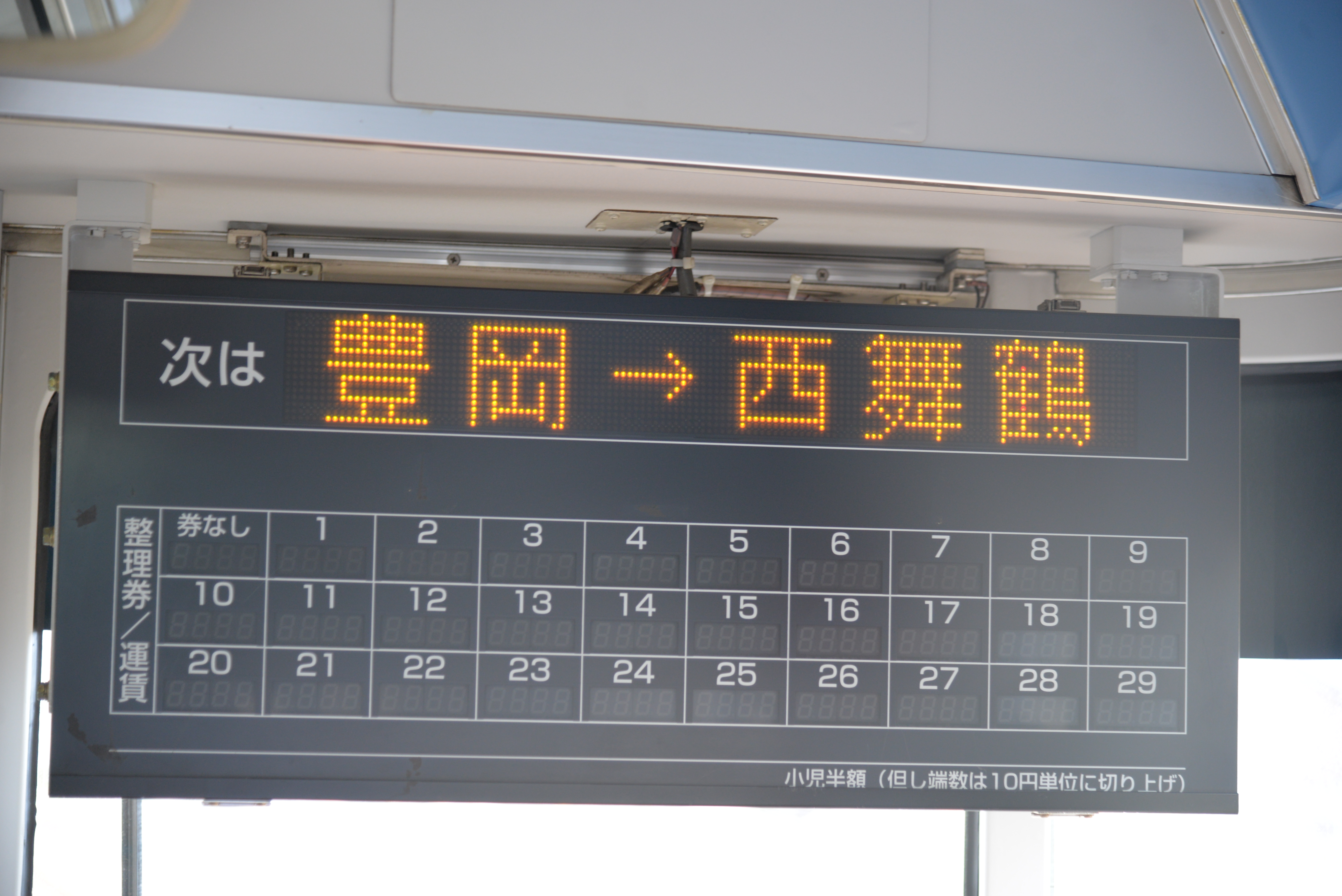
運賃表

### 走行装置
走行用ディーゼルエンジンは新潟鐵工所（現・IHI原動機）製の6H13AZ  (261 kW (330 PS) / 2,000 rpm)を1基搭載しており、液体変速機は、TACN-22-1600を採用し、変速2段・直結1段である。
台車は空気バネ支持で、車輪径は一般の鉄道車両と同じ860mmで2軸駆動台車であり、
動力台車形式はFU38Dで、付随台車形式はFU38Tである 。
制動装置は、DE1A自動空気ブレーキを採用し、勾配を下る場合に使用する抑速ブレーキには、機関排気ブレーキとリダーダーブレーキを併用している。
また、総括制御用ジャンパ連結器を備え、同社のMF100形・MF200形と併結可能である。

### 空調装置
暖房装置は、運転席に能力5.1kW（4,400 kcal/h）のエンジン排熱を利用した温風式 が2基、客室に能力5.3kW（4,600kcal/h）のエンジン排熱を利用した温風式が腰掛下に8基搭載されている。
冷房装置は、能力25.6 kW（22,000 kcal/h）の補助機関直結駆動方式IBCU024が2基搭載されている。

## 運用
KTR700形・KTR800形全車両が西舞鶴運転区に配置されており、宮舞線・宮豊線の全線（西舞鶴駅 - 宮津駅 - 豊岡駅間）で使用されている。
かつては一部列車が豊岡からJR山陰本線に乗り入れ、城崎温泉駅まで運転されていた時期があったが、1999年（平成11年）10月2日のダイヤ改正で廃止された。
通常は単行でワンマン運転を行うが、通勤・通学時には2両編成での運用もある。過去にはお盆やカニシーズンなどの多客期に車掌が乗務する3両編成で運行されたこともある他、MF100形・MF200形と連結して運転されたこともあるが近年ではいずれも見られない。

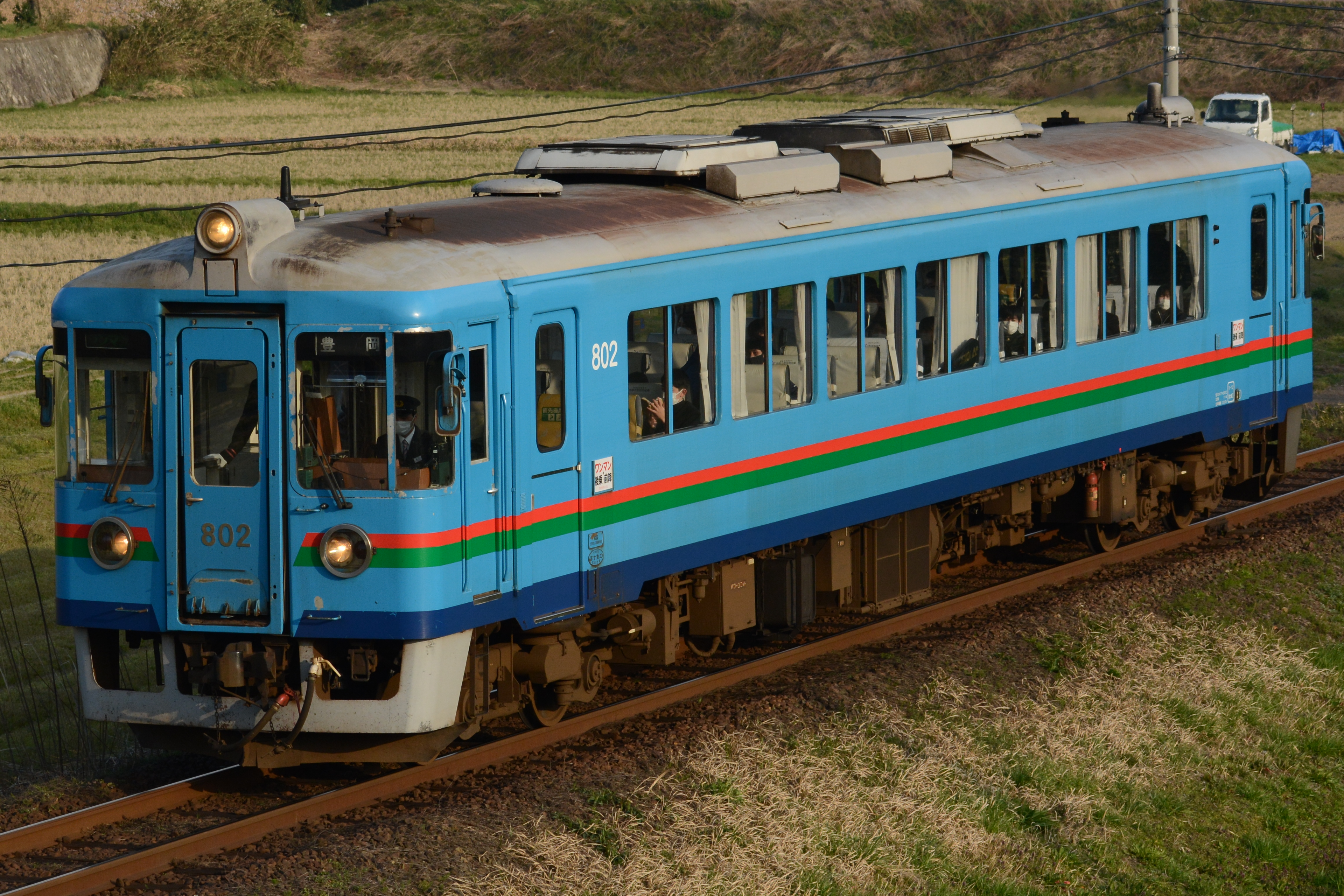
宮津線で使用されるKTR802号車
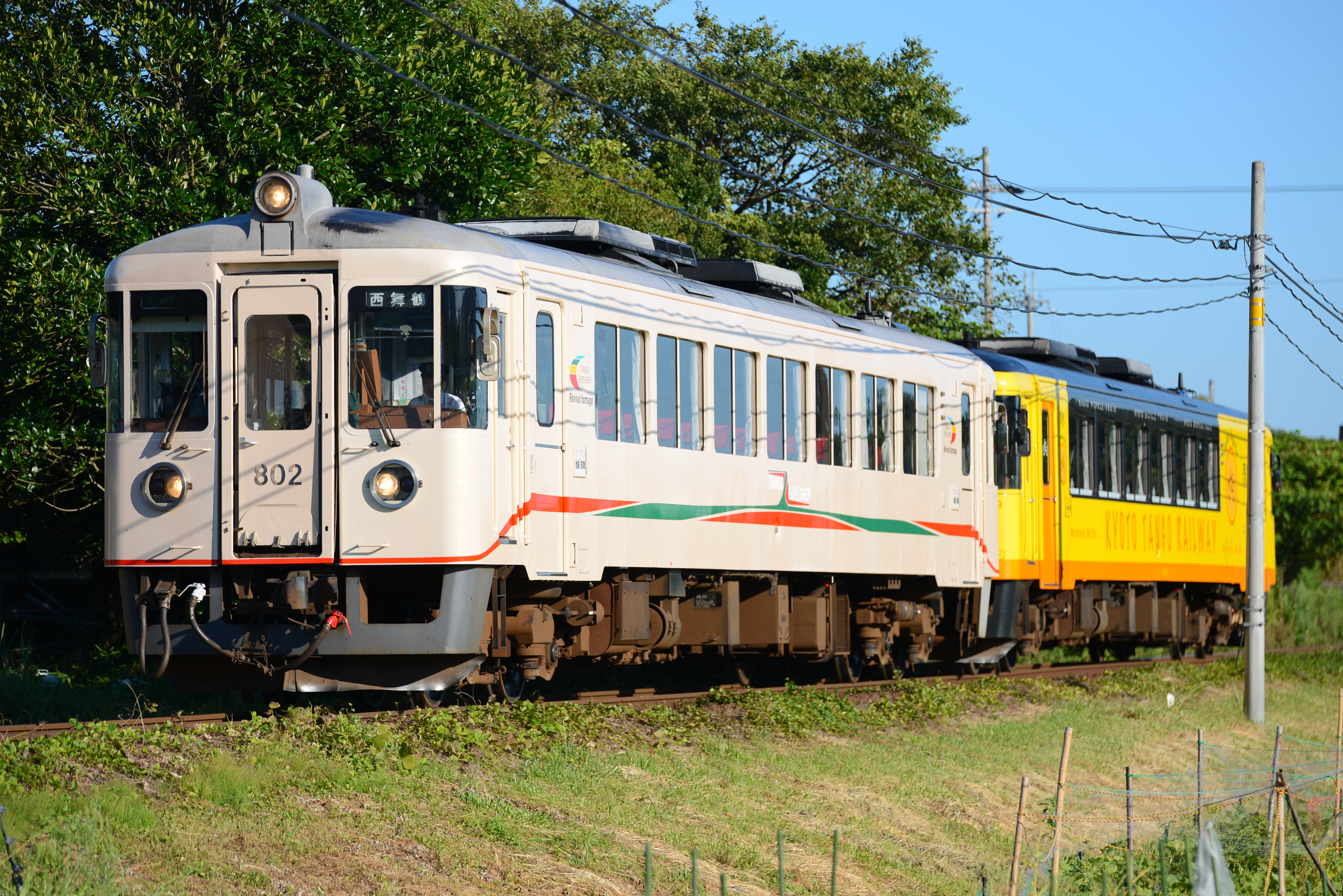
通勤・通学時には2両編成で使用されるKTR802号車とKTR709号車

## ラッピング車両
運用開始時からボディーカラー に特に大きな変化はなかったが、701号車が2008年（平成20年）4月1日から、2007年（平成19年）秋に「乗ってみたくなるKTRトレイン・デザイン」のコンペ最優秀作品に選ばれたデザインを、そのままラッピングされた「丹後ゆめ列車」として運行された。その後、2025年（令和7年）2月1日から国鉄急行色が施され、運行を開始した。これは宮津線開業100周年を記念し、沿線活性化を目的としており、宮津線を走行していた急行丹後のキハ58形をモチーフとしている。また、車体側面部の窓下には緑色のラインを配しているが、これはキロ28形をモチーフとしており、往年の姿を再現している。
709号車は、2010年（平成22年）3月19日から「乗ってみたくなるKTRトレイン・デザイン」コンペ入選作品に選ばれた「丹後ゆめ列車II」として極彩色のラッピングが施され運行された。なお、この時にロングシートに改造され、多目的利用を目的として、通路に畳が敷けるようになっている。
705号車は、2011年（平成23年）12月3日から『映画けいおん!』とのコラボレーションによる「けいおん！」ラッピング車両となった。
なお、このラッピングは地元ボランティアの手で行われた。
2012年（平成24年）10月2日から2013年（平成25年）3月31日（後に9月28日まで延長）の期間は、『宇宙戦艦ヤマト2199』とのコラボレーションによるラッピング列車となり運行された。KTRサポーターズクラブ及びKYOTO CMEX2012オフィシャル事業「GO-TAN」との共同企画であり、Production I.Gの協力のもと、制作委員会とのタイアップ企画として実施され、運行計画は事前にホームページで案内されていた。
WILLER TRAINSに運行移管された後では、2018年（平成30年）11月10日から2019年（令和元年）5月末まで、OVA『Re:ゼロから始める異世界生活』劇場上映記念のコラボレーション企画として、ラッピングが施されて運行された。
そして、2022年（令和4年）6月25日から『艦隊これくしょん -艦これ-』とのコラボレーションによる「丹後「由良」号」ラッピング列車となり運行され、同年11月27日で運行を終了した。2023年（令和5年）7月31日、進撃の巨人とのコラボレーションによる『海の京都を走る“進撃号”』の運行が発表され、同年8月8日より運行を開始し、同年12月9日で運行を終了している。
801号車は、2022年11月4日から観光振興プロジェクト「海の京都」をイメージした「海の京都トレイン」として運行を開始している。
704号車は、2024年（令和6年）12月23日から、日本プロサッカーリーグ・J1リーグの京都サンガF.C.とのコラボレーションによるラッピング列車として運行を開始している。

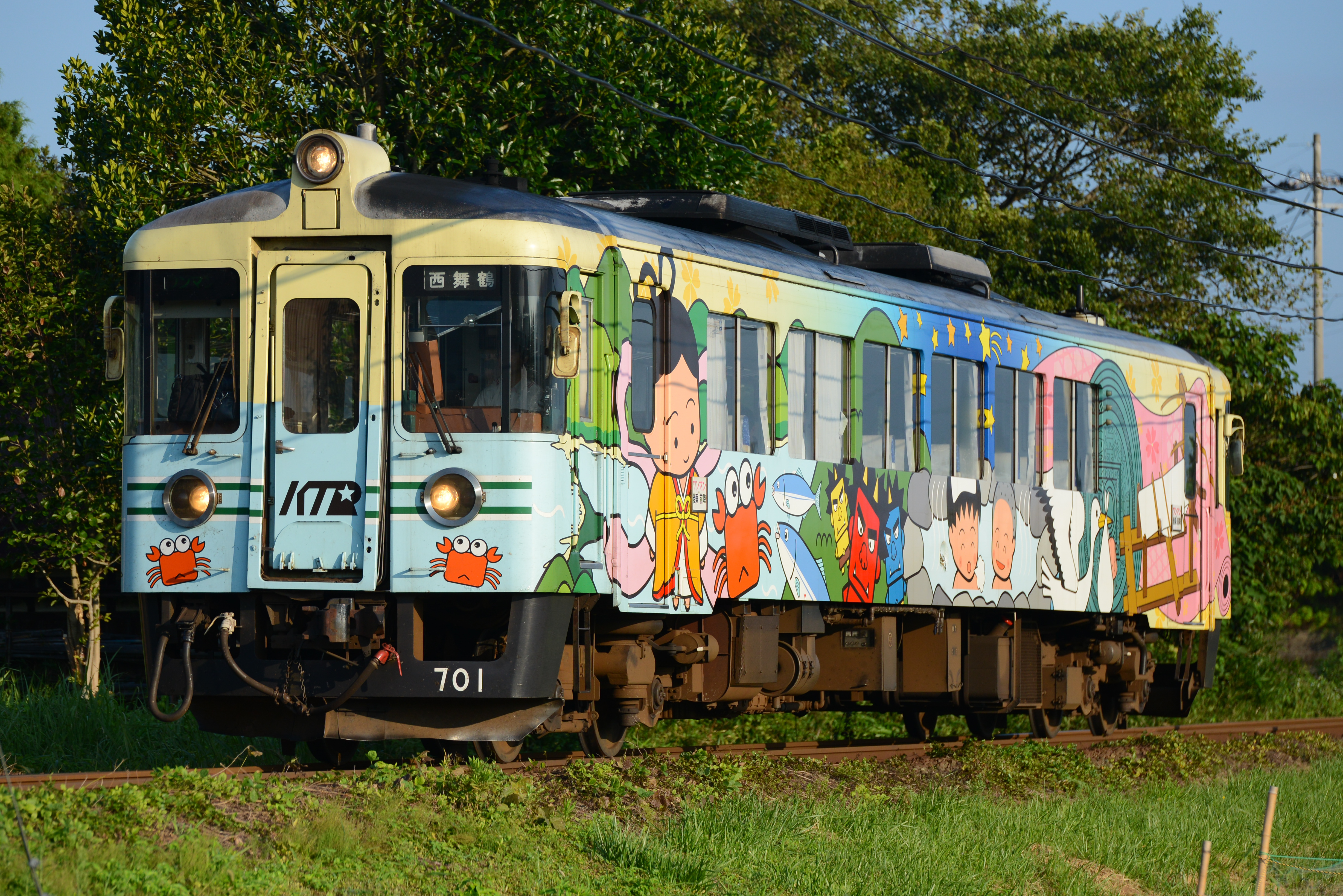
KTR701号車「丹後ゆめ列車」ラッピング
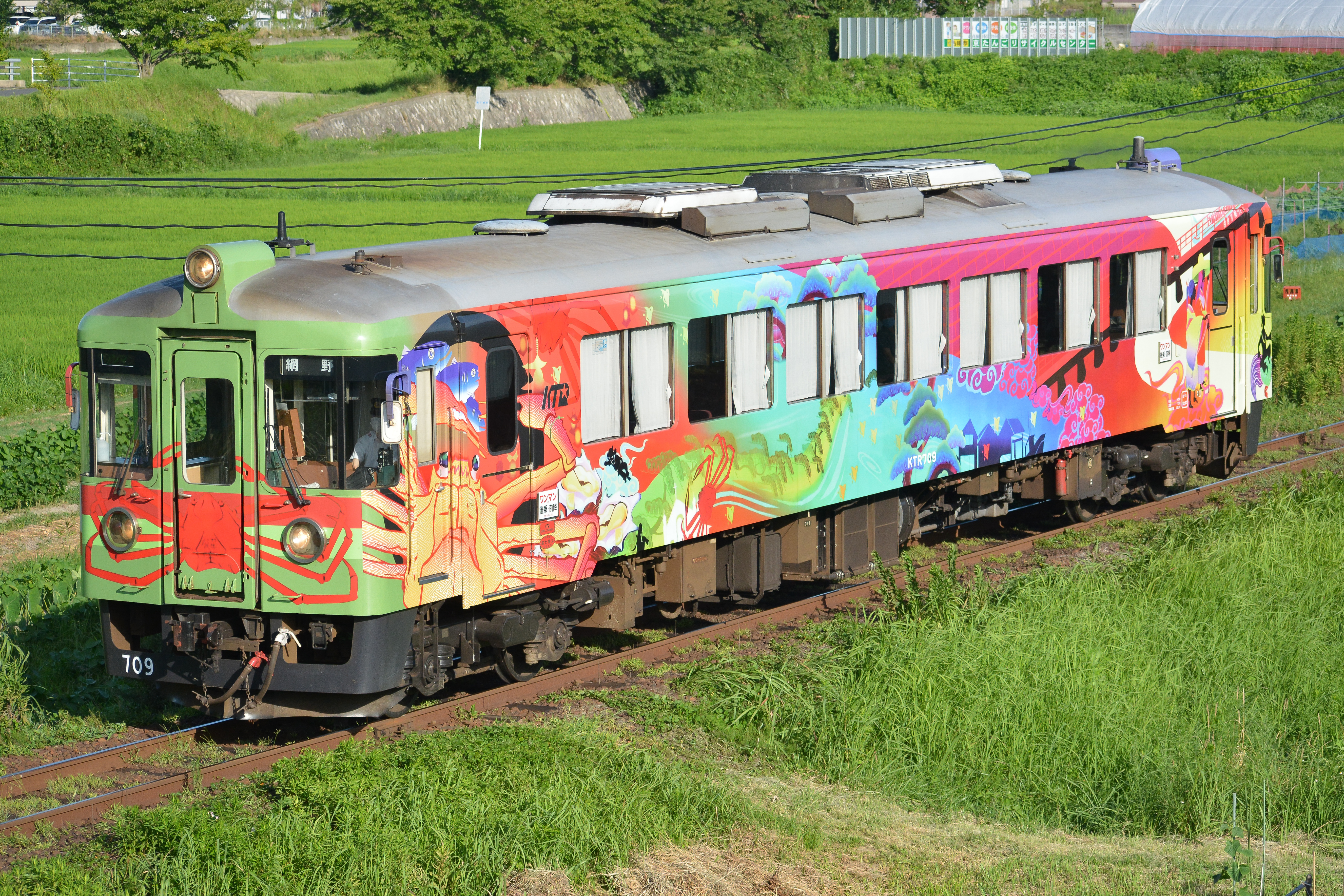
KTR709号車「丹後ゆめ列車II」ラッピング
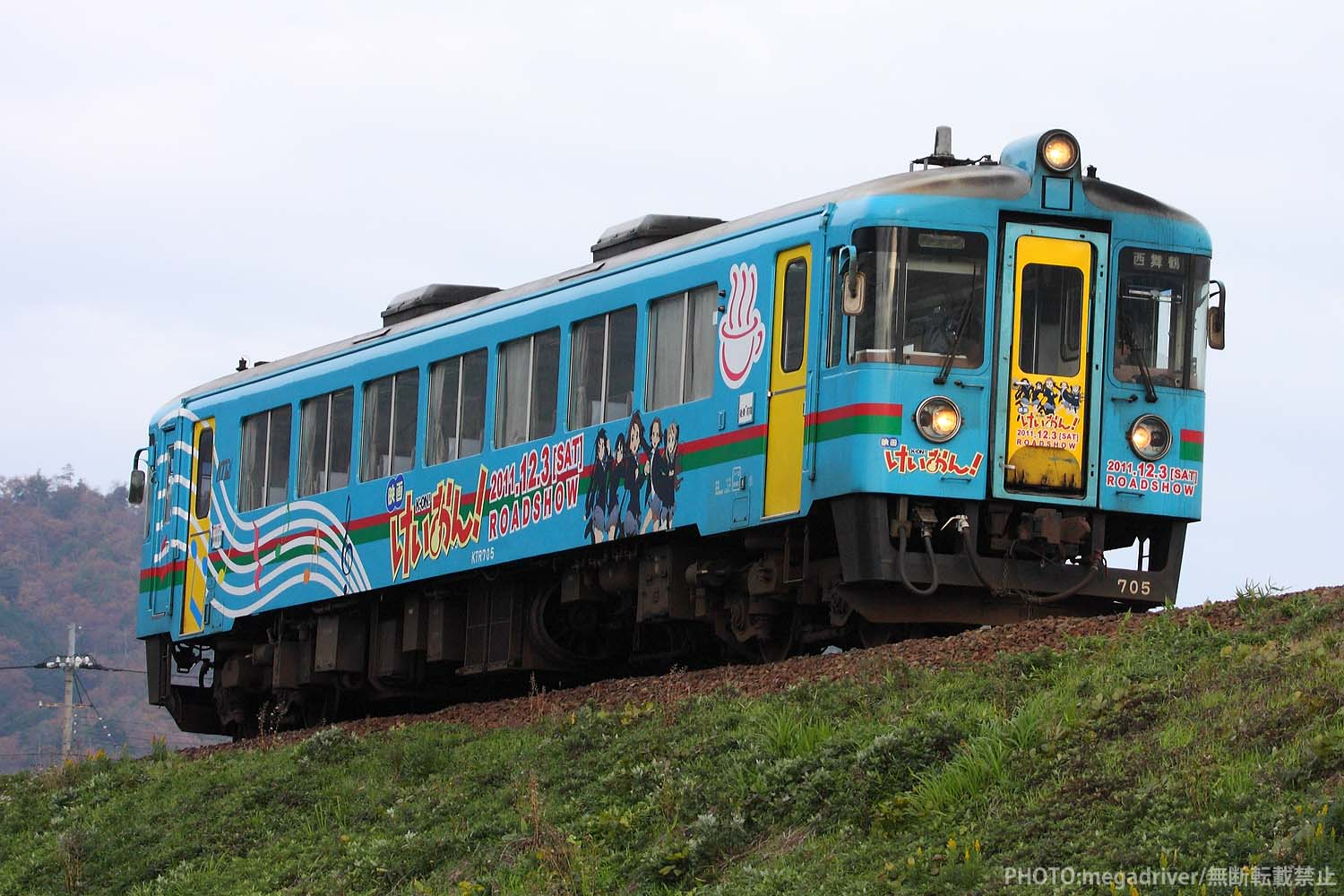
KTR705号車 「けいおん！」ラッピング
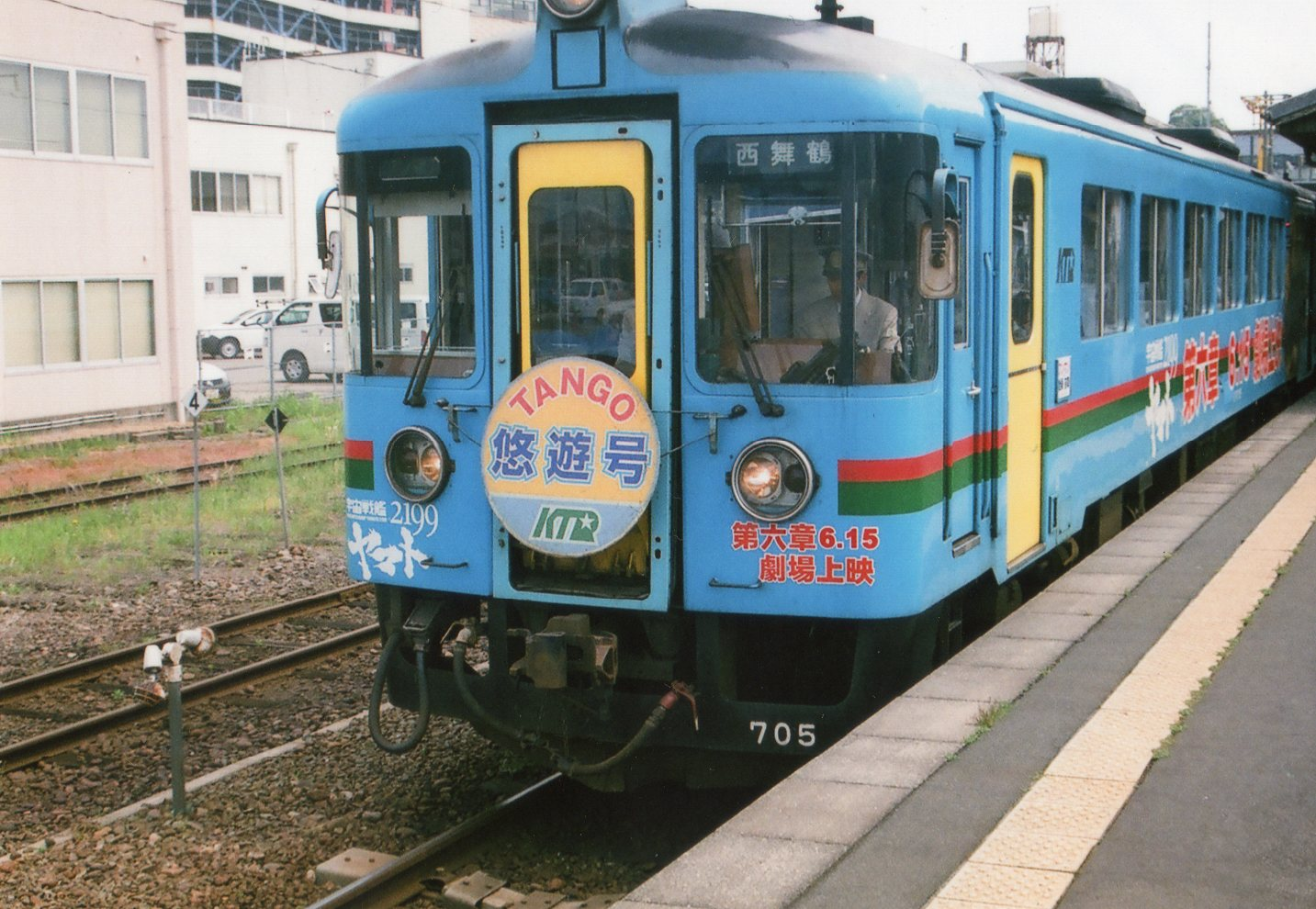
KTR705号車「宇宙戦艦ヤマト2199」ラッピング（タンゴ悠遊号運用）
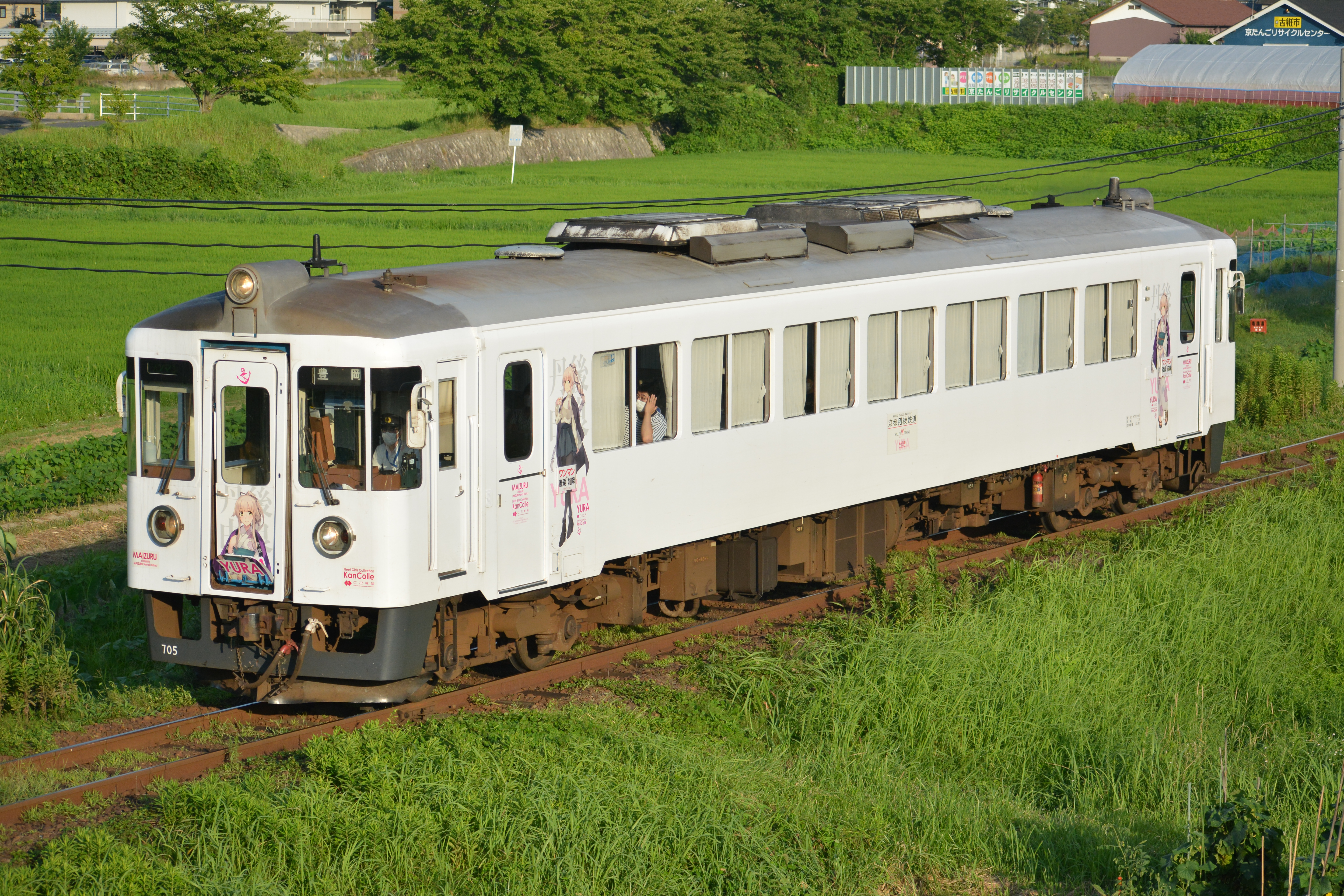
KTR705号車「由良号」ラッピング
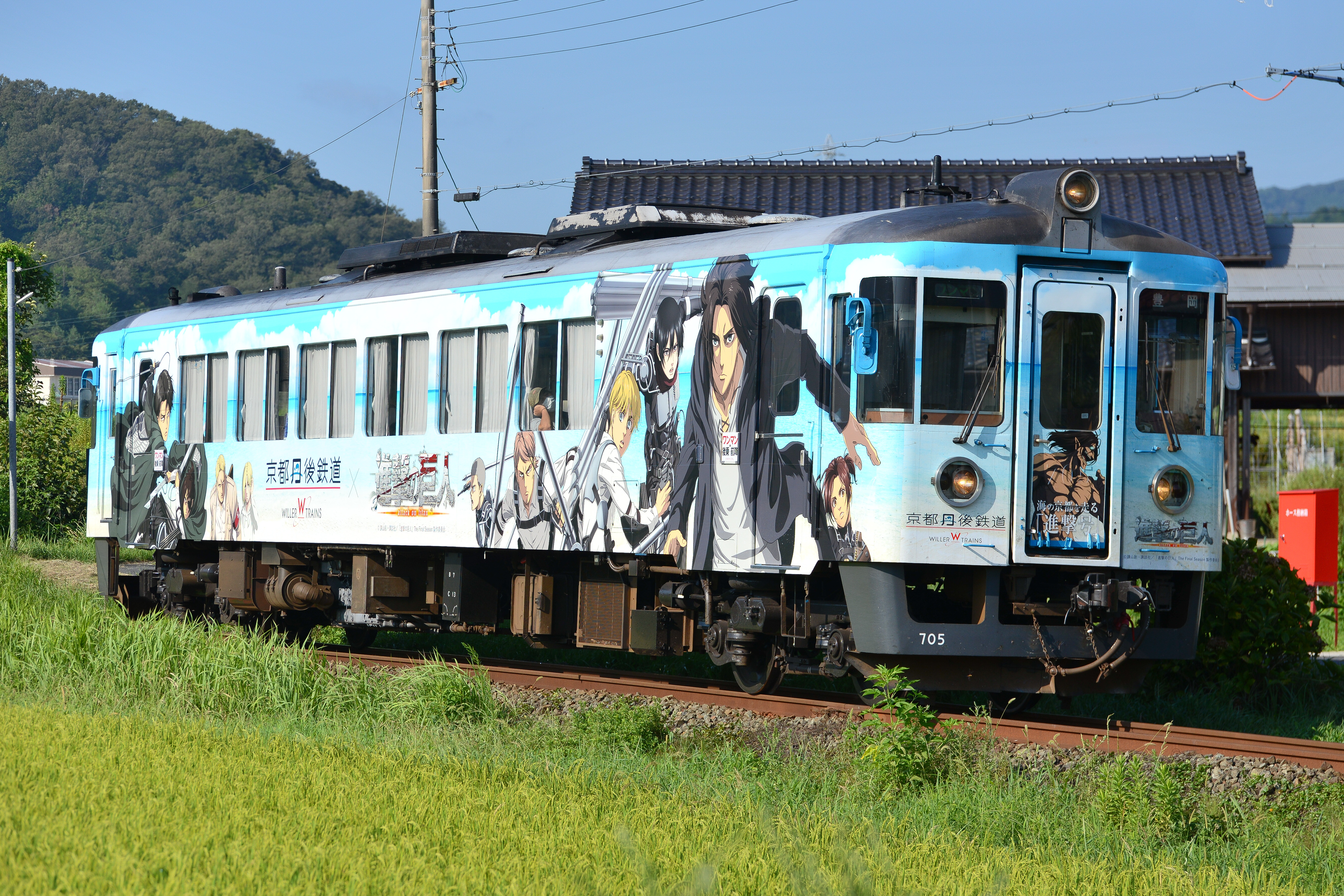
KTR705号車「海の京都を走る進撃号」ラッピング
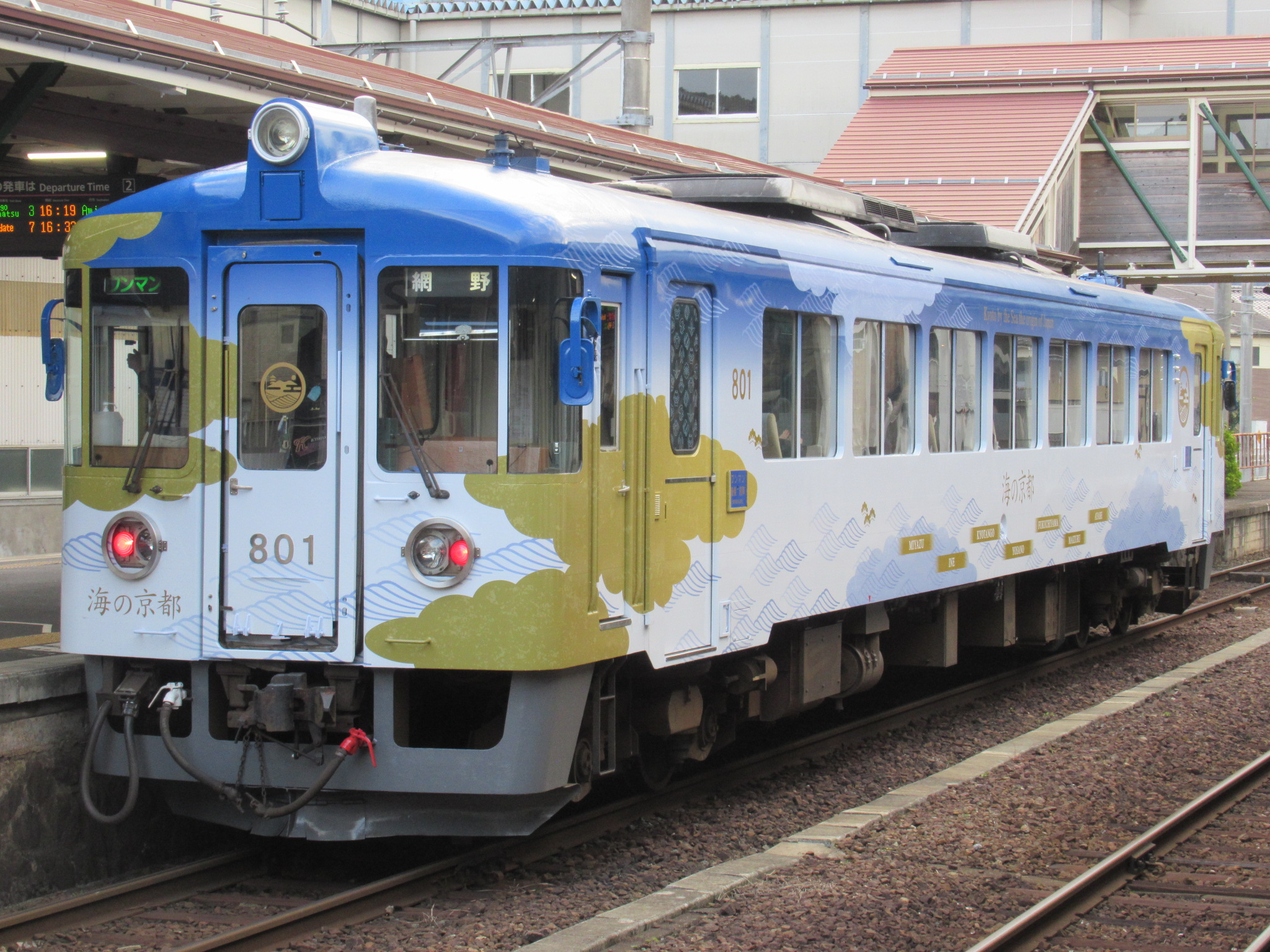
KTR801号車「海の京都トレイン」ラッピング

## あかまつ・あおまつ
2013年 （平成25年）、座席定員制列車「丹後あかまつ」・「丹後あおまつ」用にKTR700形2両が内外装の改装工事を実施した。指定席車「あかまつ」がKTR702、自由席車「あおまつ」がKTR708である。
施工は大阪車輌工業が担当し、デザインはインダストリアルデザイナーの水戸岡鋭治が担当し、木材を多用した内装やサービスカウンターを設置、和式トイレは洋式トイレに簡易改造している。
同年3月22日、両車は同年4月14日より運行開始すると発表があり、同月29日に搬入され、4月7日に京都駅での展示を行った後、同年4月14日から運行を開始した。
運行開始当初は、両列車とも奇数日・偶数日で運行されていたが、同年11月1日からは毎日運転に変更し、「あかまつ」は西舞鶴 - 天橋立間を毎日2往復運転、「あおまつ」は西舞鶴 - 豊岡間を1往復、西舞鶴 -網野間を毎日1往復運転している。

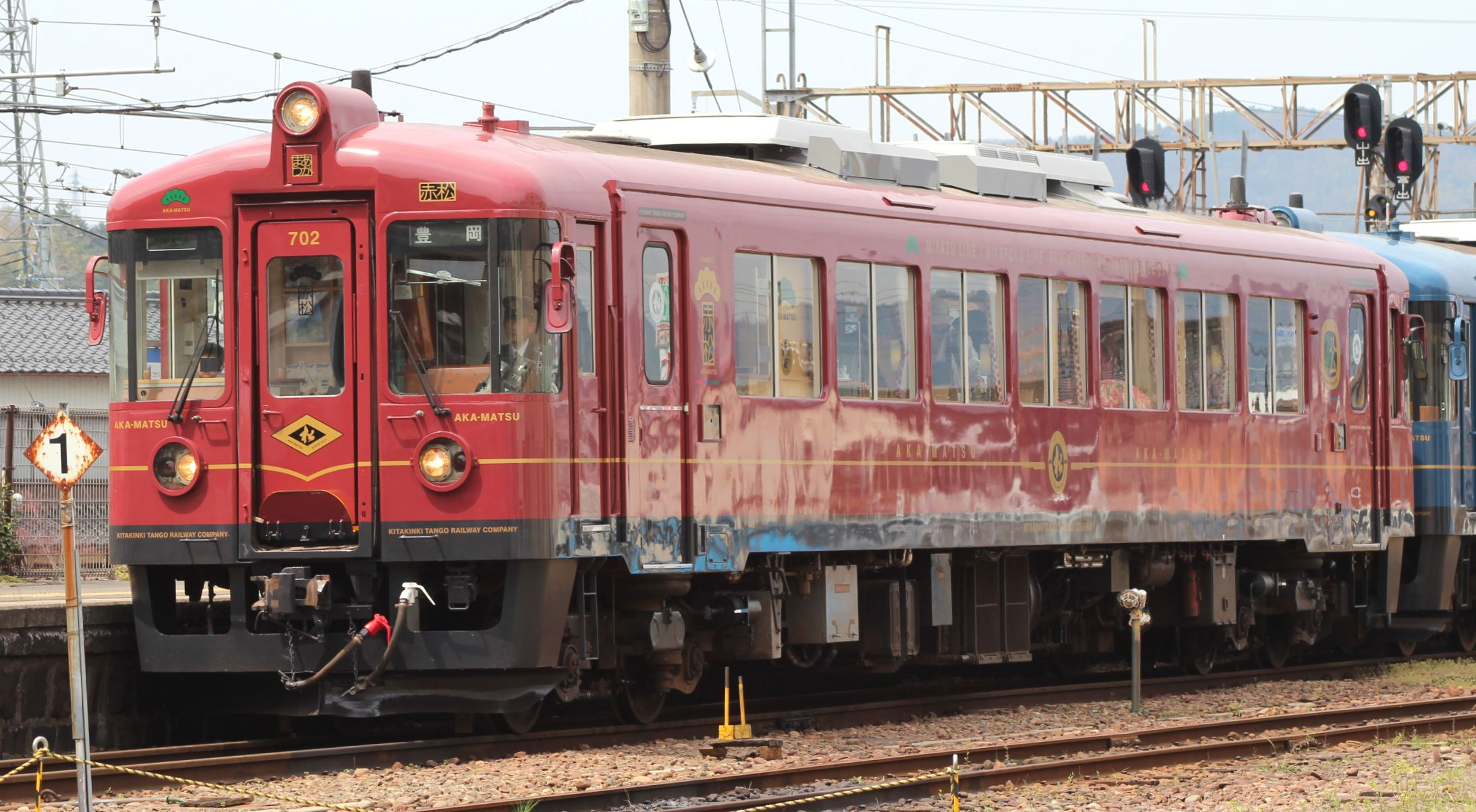
KTR702号車 丹後あかまつ
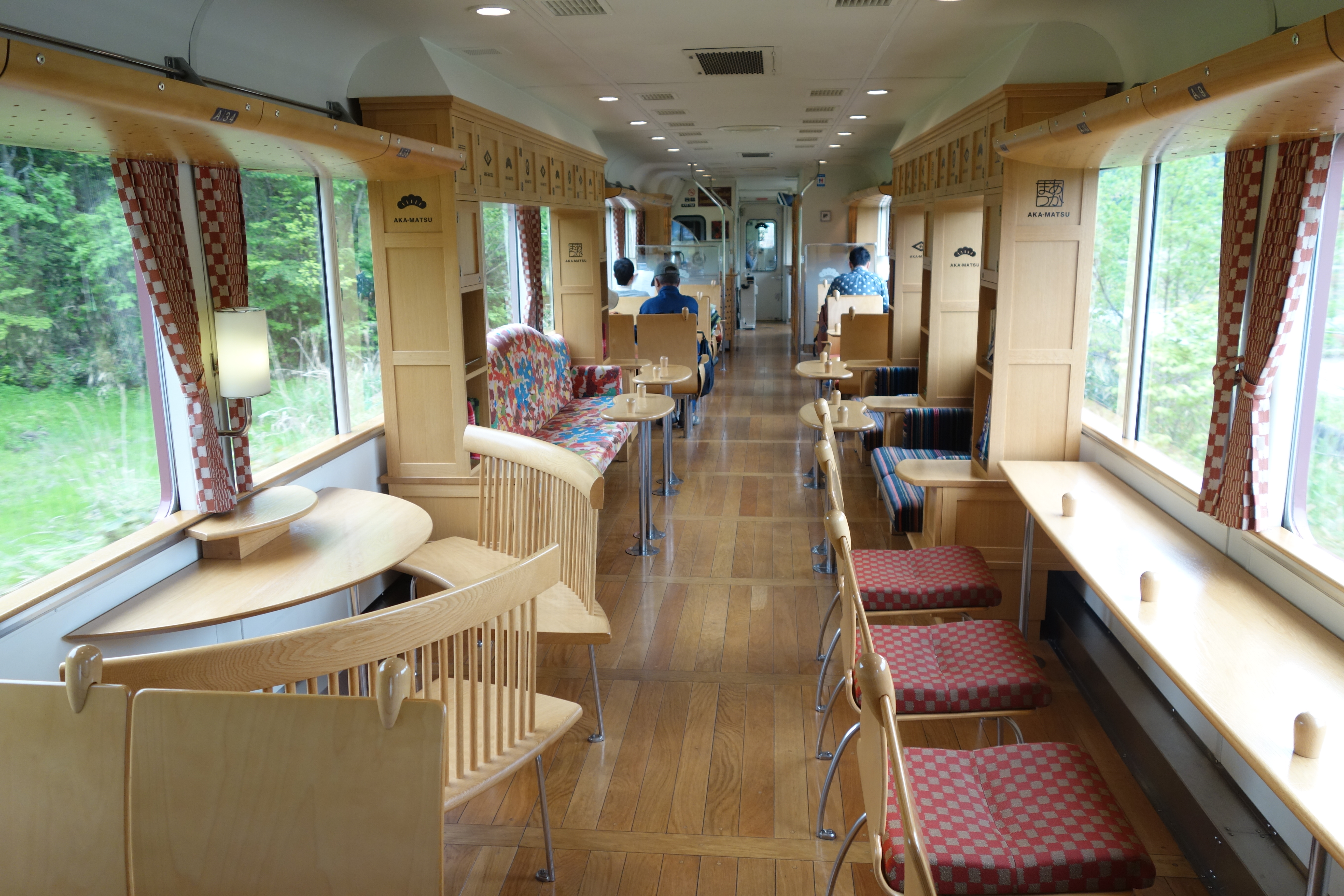
KTR702号車 丹後あかまつ 車内
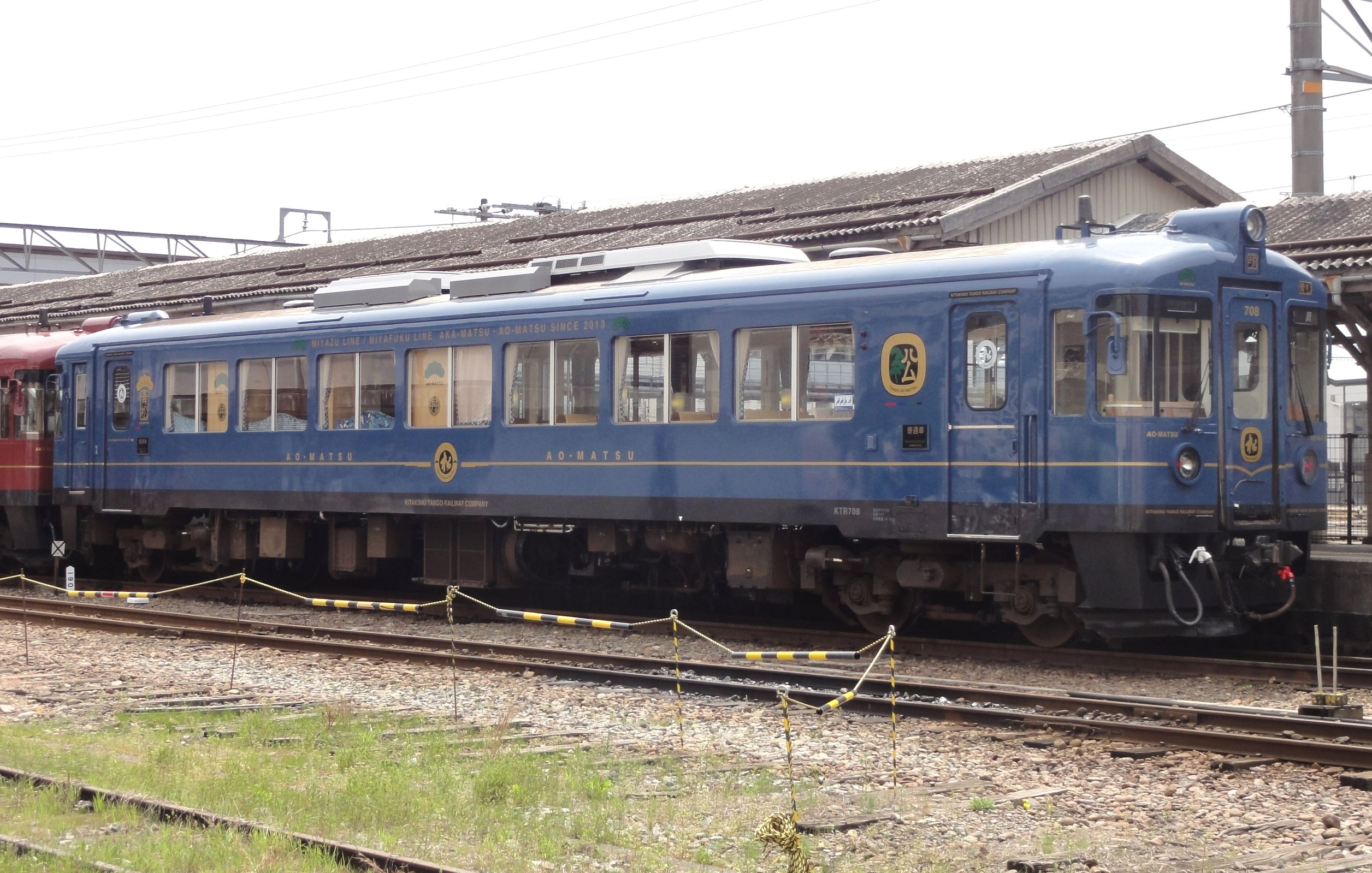
KTR708号車 丹後あおまつ
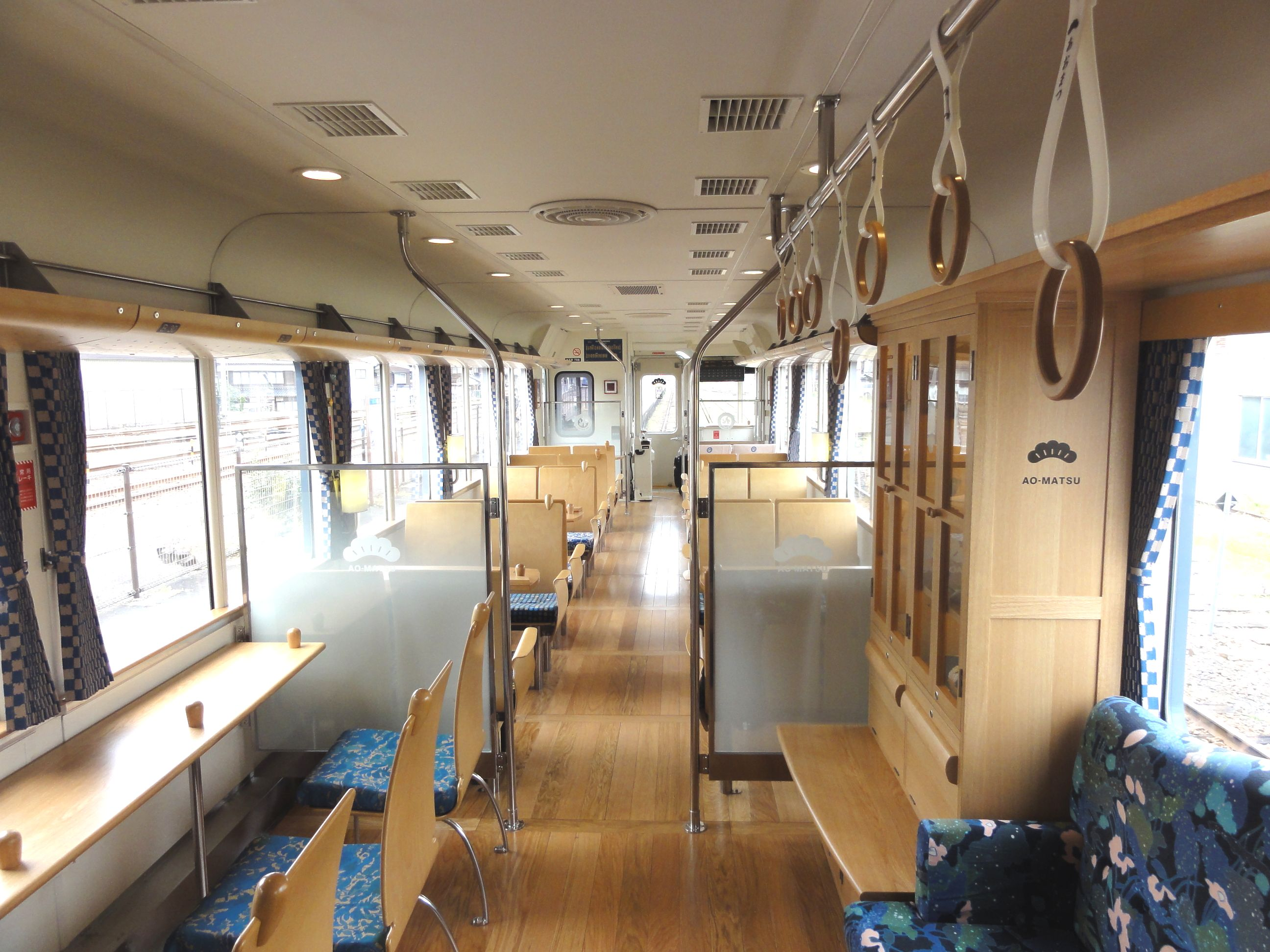
KTR708号車 丹後あおまつ 車内

## コミューター車両
2013年、KTR800形1両（KTR803）が「コミューター車両」としてリニューアルされ、同年10月20日から普通列車として運用された後、11月1日から本格的に運用を開始し、2014年にはKTR700形1両（KTR703）も「コミューター車両」としてリニューアルされている。

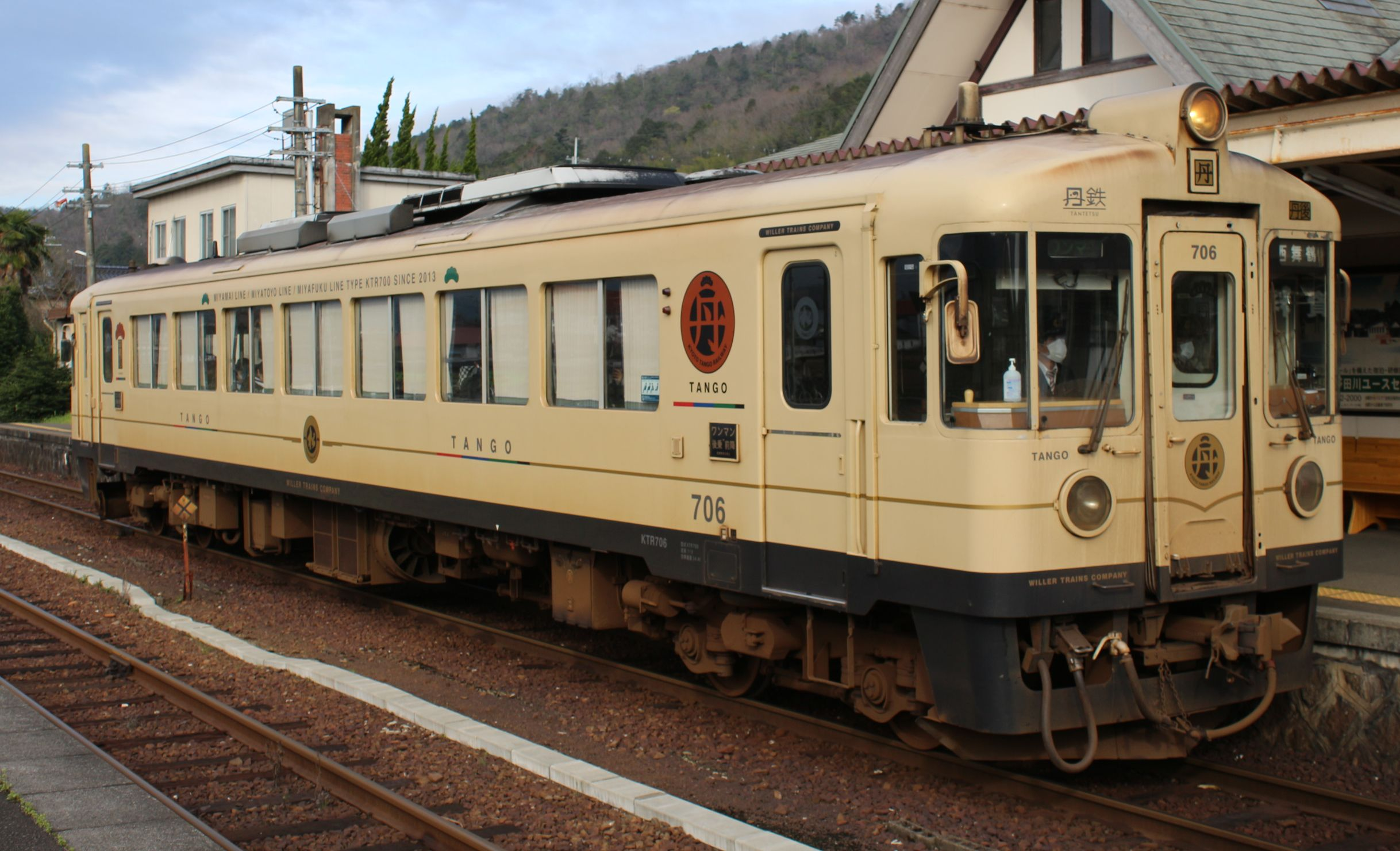
KTR706号車 コミューター車両
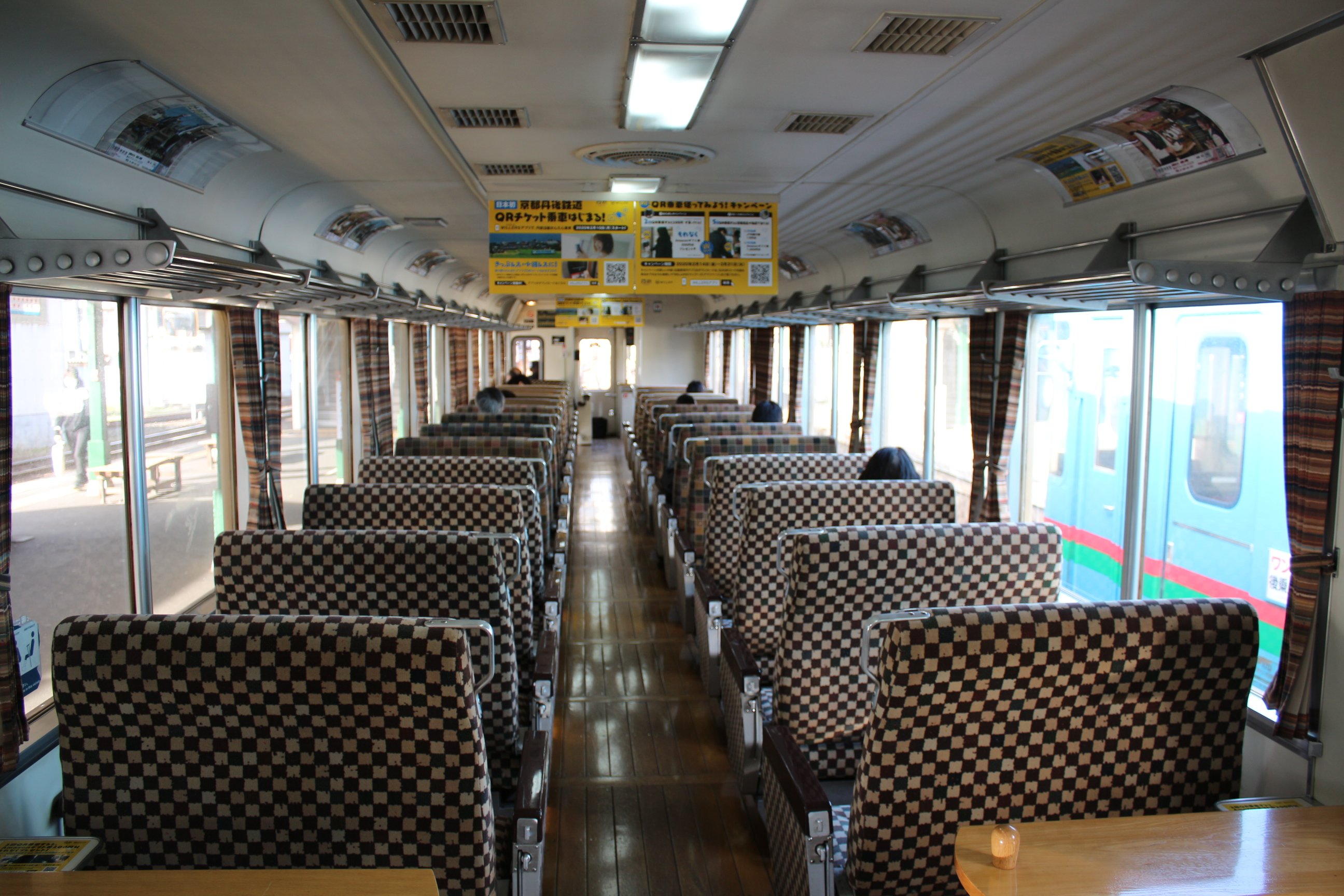
KTR703号車 コミューター車両車内

## くろまつ
2014年（平成26年）4月、「丹後くろまつ」を導入すると発表し、KTR700形1両（KTR707）が専用車両として改造された。デザインは「あかまつ」「あおまつ」と同様に水戸岡鋭治が担当し、同年5月25日に運行を開始した。
「『海の京都』の走るダイニングルーム」をコンセプトに、内装はナラなど天然木を使用し、トイレはリニューアルされ、車内にサービスカウンターを設置しており、その内部にキッチンを備え、4人掛の折畳みテーブル席が5組、2人掛のテーブル席が5組設置し、食事の提供を前提とした車両である。
運行日は、金曜・土曜・日曜・祝日であり、運行区間は定期的に変更となっている。

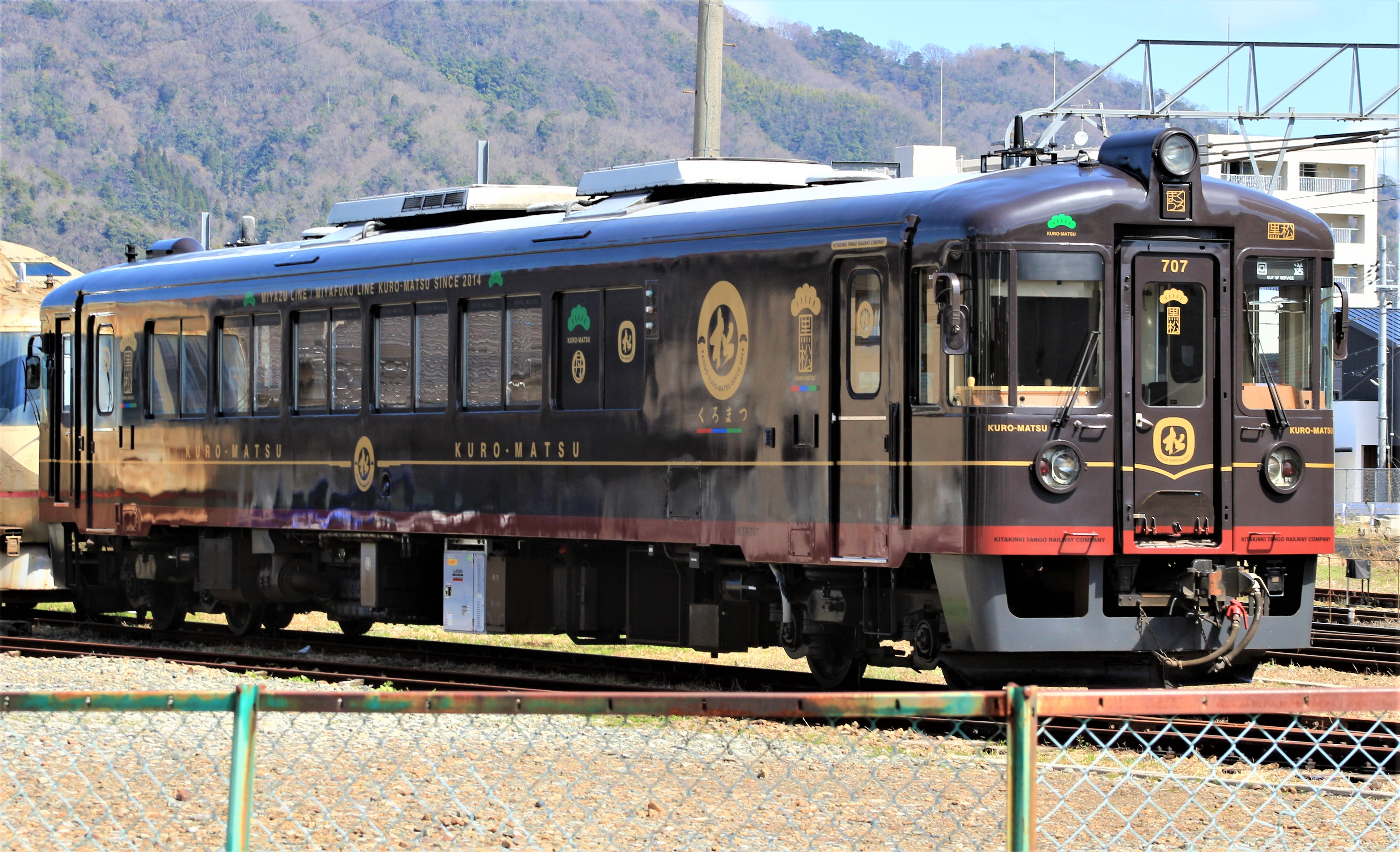
KTR707号車 丹後くろまつ

## 丹鉄サイクルトレイン
2022年9月1日、「丹鉄サイクルトレイン」を導入すると発表し、同月10日から運行を開始した。
年末年始や車両検査日を除き、西舞鶴 - 豊岡間を1往復運転している。

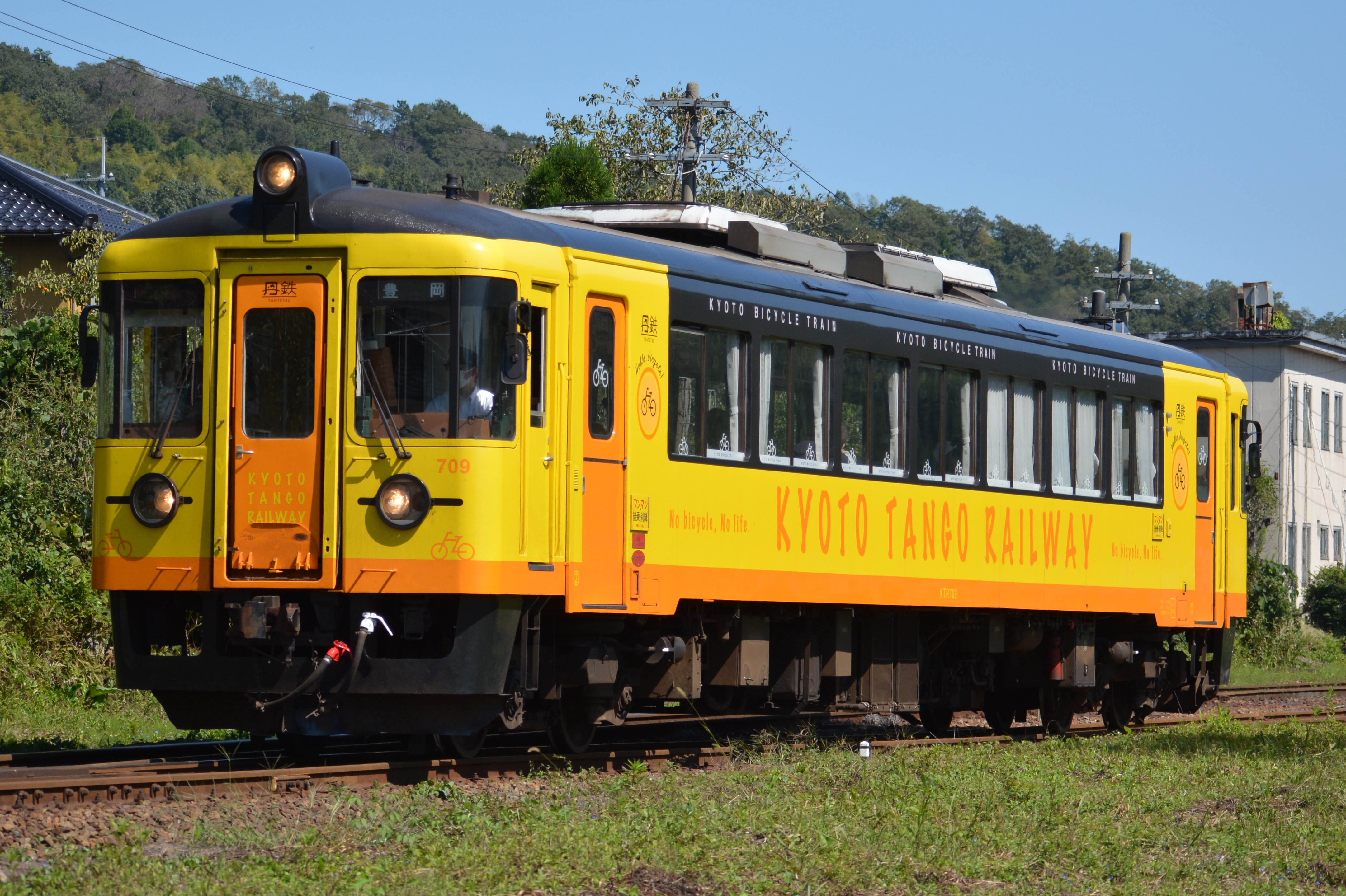
KTR709号車 丹鉄サイクルトレイン

## TANGO EXPLORERオマージュトレイン
KTR001形「タンゴエクスプローラー」の定期運行終了後も、鉄道ファンや沿線地域住民などからの人気は衰えず、SNS上では運行している姿を見たいなどの多くの声があり、その意見を元に2023年7月27日、「TANGO EXPLORERオマージュトレイン」を導入すると発表。KTR802を専用車両として改造し、同年8月11日から運行を開始した。
外装は、KTR001形をモチーフとしたシルバー・メタリックにややゴールドの発色をしたライトベージュメタリックの塗装で、ボディーラインはMF100形やMF200形のボディーカラーで採用された深緑色（千歳緑）や深赤色（鳶赤色）であり、外装側面にタンゴエクスプローラーのロゴ風で「Revival homage」と記している。
内装は、KTR001形から一部座席を移設し、全ての座席に丹後ちりめんのシートカバーを設置している。
運行日は車両検査日を除き毎日運転で、西舞鶴 - 豊岡間を運転している。

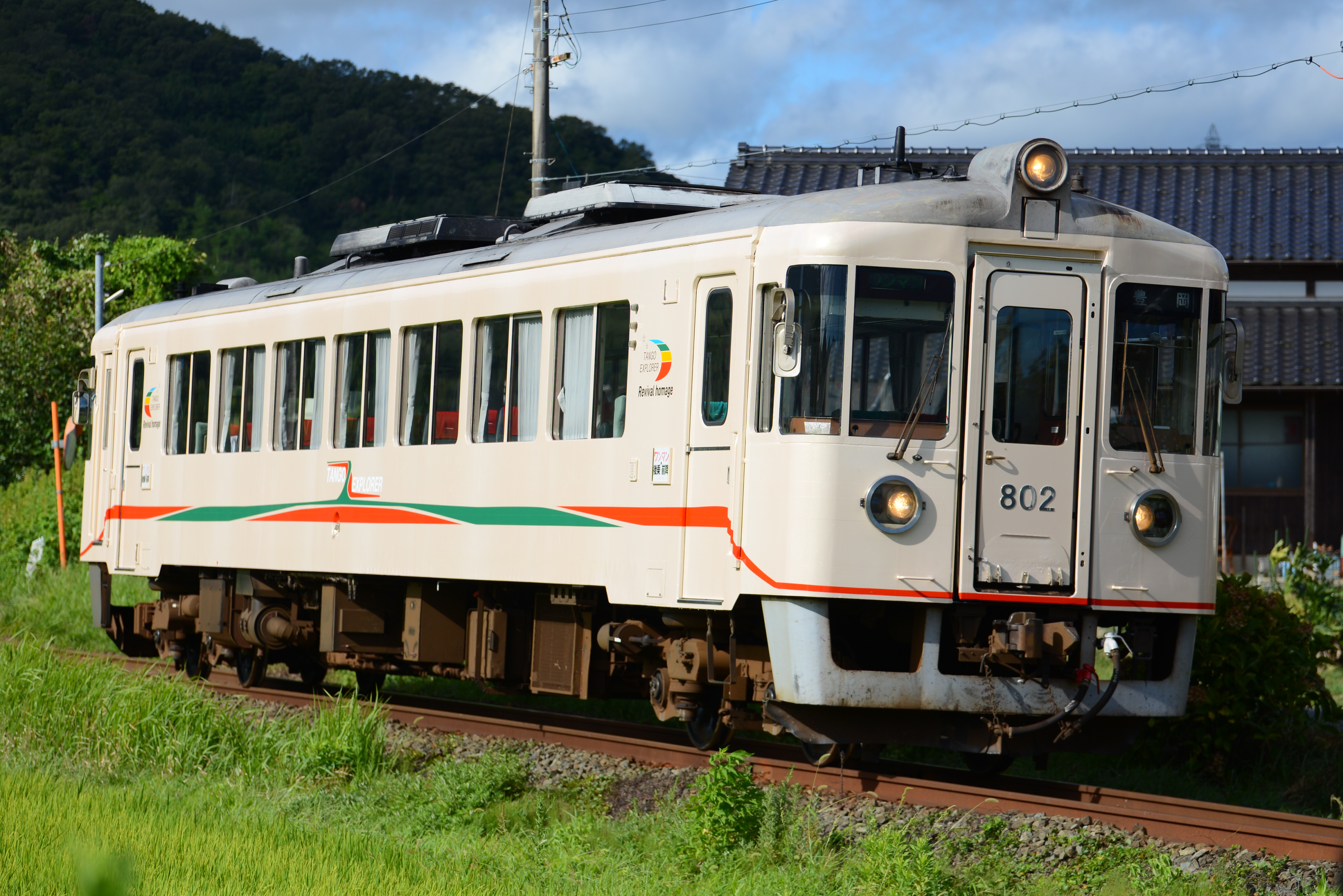
KTR802号車 TANGO EXPLORERオマージュトレイン